# Bói cá bé Madagascar
Bói cá bé Madagascar (danh pháp hai phần: Corythornis madagascariensis) là một loài chim thuộc Họ Bồng chanh. Đây là loài đặc hữu của Madagascar và được tìm thấy ở các khu rừng rụng lá khô phía tây.